# ESPN
Az ESPN (Entertainment and Sports Programming Network) amerikai televíziós csatorna, amelyet Bill Rasmussen alapított 1979-ben. Sportműsorokat és sportközvetítéseket sugároz. A név a világ egyik legnagyobb márkájának számít a TV-csatornák között.[forrás?] Leghíresebb műsorai közé tartozik a Monday Night Football és a SportsCenter. Mint a legtöbb csatornát, az ESPN-t sem kerülték el a botrányok, sok kritikát kapott pályafutása alatt. Az évek során számos társcsatornája is született, többek között az ugyanilyen nevű rádióállomás is. Manapság a The Walt Disney Company-hez tartozik. Az ESPN többször váltott elnököt is, jelenleg John Skipper a csatorna főnöke. A tévéadó amerikai változata nem érhető el egyetlen magyar kábelszolgáltatónál sem, viszont az "ESPN America" elérhető volt, amely az anyaadó "európai" változata.
A név manapság gyakorlatilag már franchise-nak számít, hiszen már egy üzenetszolgáltatás is működött ez a jelzés alatt, illetve egy magazint, a fő adó társcsatornáit és egy rádióállomást is takar a név.